# 예람중학교
예람중학교(睿覽中學校)는 강원특별자치도 동해시 북평동에 있는 공립 중학교이다.

## 학교 연혁
- 1961년 3월 8일 : 북평여자중학교 6학급 설립 인가
- 1961년 4월 26일 : 북평중학교에서 228명 인수 개교
- 1962년 2월 8일 : 제1회 졸업식(졸업생수 92명)
- 1983년 3월 1일 : 북평여자고등학교와 분리
- 1989년 1월 26일 : 현재 교사 신축 이전
- 2019년 3월 1일 : 북평여자중학교에서 예람중학교로 교명 변경
- 2019년 3월 4일 : 제28대 김미숙 교장 취임
- 2025년 1월 9일 : 제64회 졸업장 수여식(188명, 총 19,437명)
- 2025년 3월 1일 : 제31대 권성도 교장 취임
- 2025년 3월 4일 : 2025학년도 신입생 입학(191명)

## 참고 자료
- 예람중학교 - 한국교육학술정보원 학교알리미